# N26 (Direktbank)
N26 (bis Juli 2016 Number26) ist eine deutsche Neobank mit Sitz in Berlin, die sich auf die Kontoführung per Smartphone spezialisiert hat. N26 bietet seine Dienste in 24 Ländern Europas an.

## Geschichte

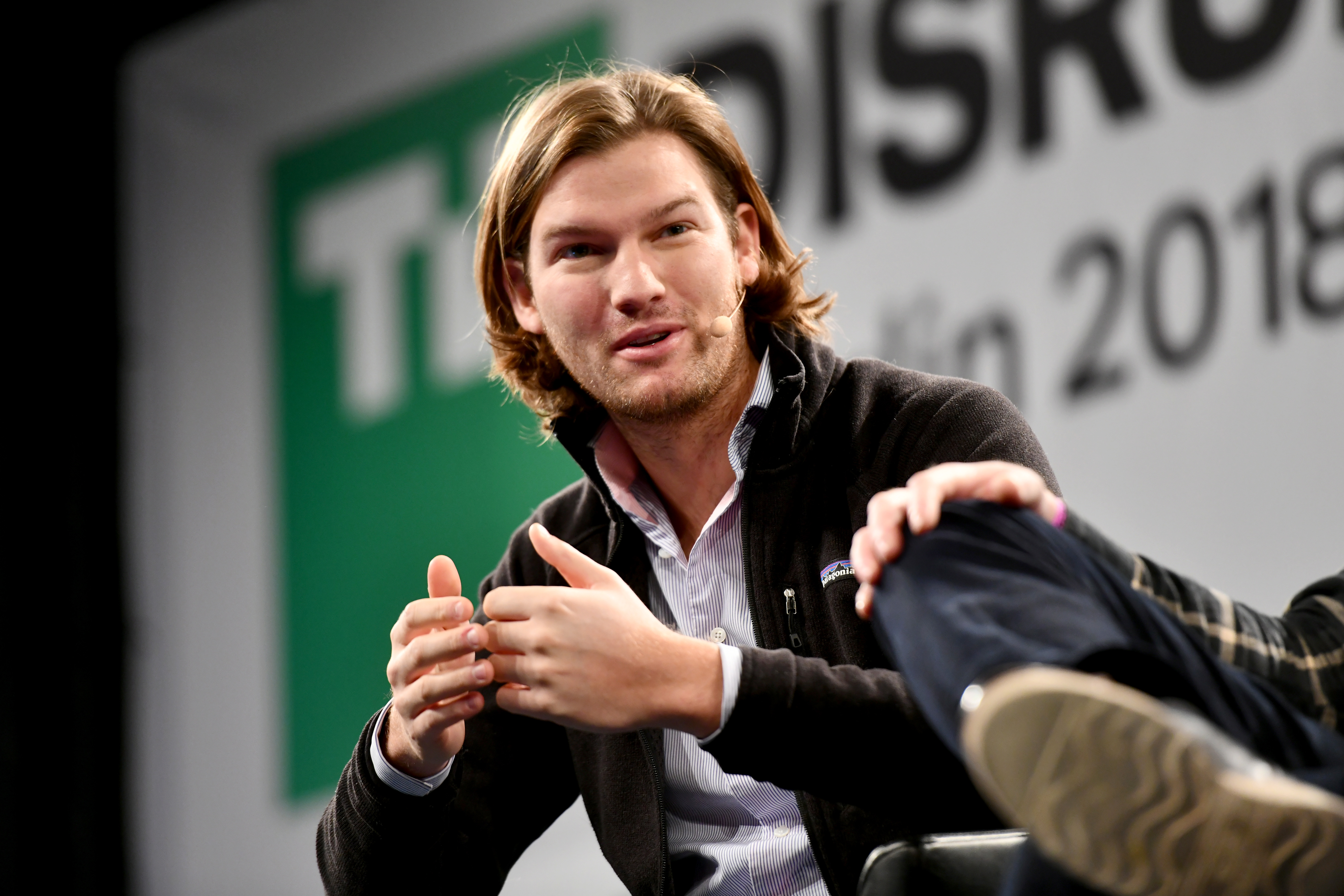
Valentin Stalf, Mitgründer von N26

Die heutige Bank wurde im Jahr 2013 unter der Firma Papayer GmbH als FinTech-Start-up von den Wienern Valentin Stalf und Maximilian Tayenthal gegründet. Im Januar 2015 startete sie als Number26 mit Wirecard im Hintergrund in Deutschland und Österreich; im Dezember desselben Jahres folgten Frankreich, Griechenland, Irland, Italien, Slowakei und Spanien. Der Firmenname leitet sich nach eigenen Angaben von der Anzahl der kleineren Würfel eines Rubik’s Cube ab. Dieser besteht in der klassischen Ausführung aus 26 kleineren Würfeln.
Von der Investitionsbank Berlin erhielt Number26 700.000 Euro Fördermittel für die Entwicklung von Systemen zur automatischen Entdeckung von Betrugsversuchen. Im Juli 2016 erhielt Number26 die Vollbanklizenz und erweiterte das Angebot um ein Investmentprodukt, gleichzeitig benannte sich die Bank in N26 um. Im November begann die Bank den Umzug aller bisherigen Kunden zur neuen, eigenständigen N26 Bank. Anschließend wurden Geschäftskonten mit Cashback sowie Konten mit zusätzlichen Versicherungsleistungen angeboten. Im April 2017 startete die Bank ein Angebot für Selbstständige und Freiberufler.
Anfang 2020 gab N26 bekannt, Großbritannien zu verlassen und den dortigen nach eigenen Angaben mehr als 100.000 Kunden innerhalb weniger Monate zu kündigen. Grund dafür sei die auslaufenden Banklizenz für den britischen Markt aufgrund des Austritts des Vereinigten Königreichs aus der Europäischen Union.
Im November 2020 wurde ein Betriebsrat gegründet und von der Geschäftsführung angenommen. Zuvor hatte die Geschäftsführung per einstweiliger Verfügung die Verschiebung der Betriebsratswahl erwirkt und dies mit einem nicht den gesetzlichen Anforderungen entsprechenden Hygienekonzept begründet. Im Mai 2022 wählten die Mitarbeiter zum zweiten Mal einen Betriebsrat. Betriebsratsmitglieder zogen laut einem Medienbericht im Anschluss eine positive Bilanz.
Im Oktober 2021 erhielt N26 in einer neuen Finanzierungsrunde 780 Millionen Euro und wird nun mit mehr als 7,7 Milliarden Euro bewertet. Im Monat darauf ordnete die Bundesanstalt für Finanzdienstleistungsaufsicht (BaFin) an, dass N26 ihr Wachstum auf maximal 50.000 Neukunden pro Monat zu drosseln habe. Laut BaFin bestehen „Mängel im Risikomanagement“. Diese Zahl wurde mittlerweile auf 60.000 Neukunden pro Monat erhöht.
In den USA war die Bank von 2019 bis November 2021 über ihre hundertprozentige Tochtergesellschaft N26 Inc. mit Sitz in New York tätig. Dort hatte man sich nach Schwierigkeiten mit der ursprünglichen Partnerbank und der starken Konkurrenz nach nur zwei Jahren wieder zurückgezogen. Vor dem Rückzug hatte die Bank in den USA über 500.000 Kunden.
Im November 2022 wandelte N26 seine Rechtsform von einer GmbH in eine deutsche Aktiengesellschaft (AG) um. Gleichzeitig wurde ein Aufsichtsrat mit fünf Mitgliedern ernannt, dessen Vorsitz Marcus W. Mosen innehat. Weitere Mitglieder sind Jörg Gerbig, Barbara Roth, Julian Deutz und Robert Kilian.
N26 zog sich im November 2023 vollständig vom brasilianischen Markt zurück.

## Unternehmen

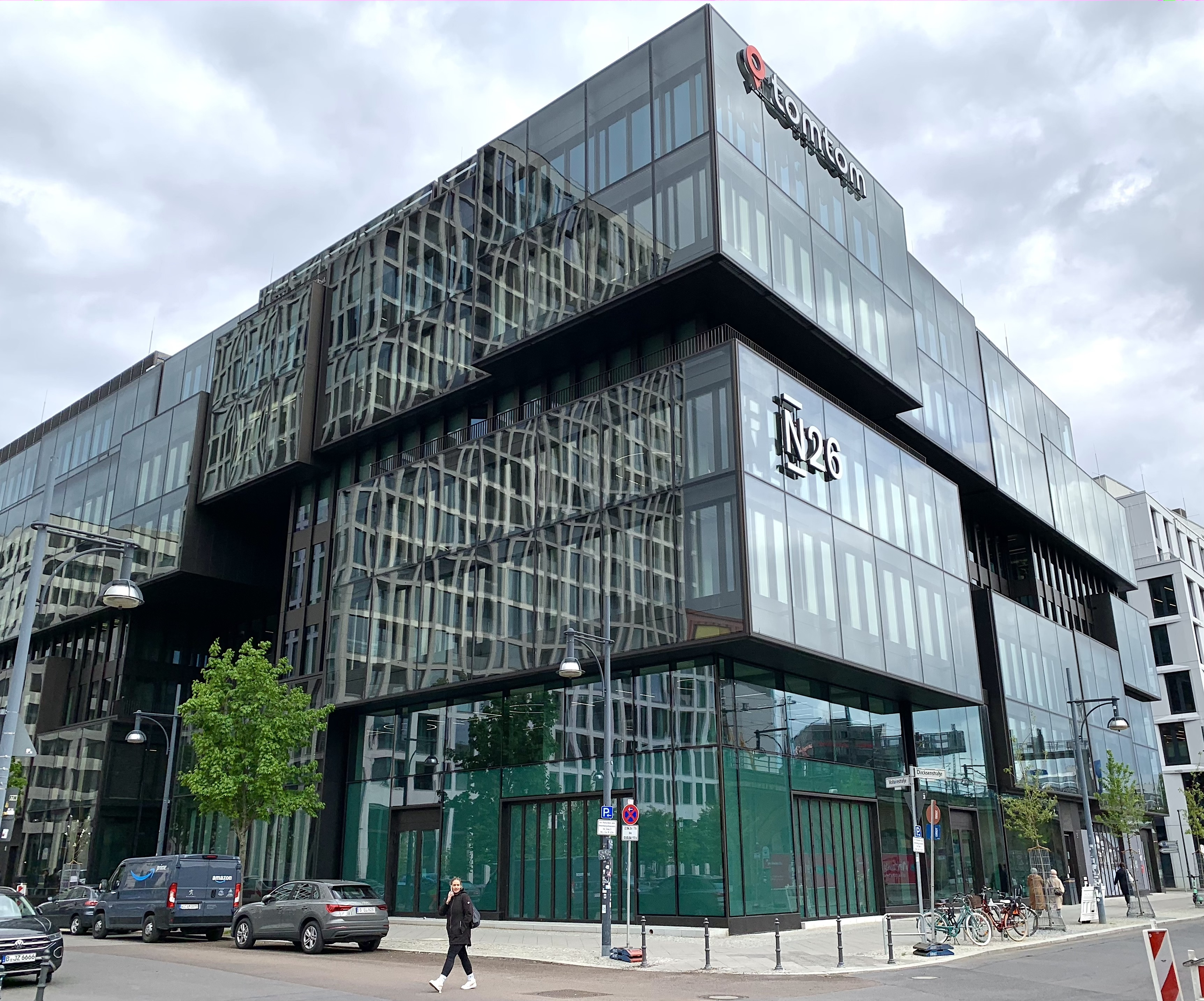
Firmensitz von N26 in Berlin

### Kennzahlen
2018 machte N26 einen Umsatz von 43 Millionen Euro. 2019 war N26 das wertvollste deutsche Finanz-Start-up mit einer Unternehmensbewertung von 2,3 Milliarden Euro. Seit 2021 hat N26 über 7 Millionen Kunden. Im März 2024 hatte die Bank nach eigenen Angaben über 8 Millionen Kunden und bot seine Dienstleistung in 24 Ländern an. N26 ist mittlerweile nur noch innerhalb Europas aktiv.

### Märkte
Im November 2023 ist N26 in folgenden Ländern aktiv: Belgien, Dänemark, Deutschland, Estland, Finnland, Frankreich, Griechenland, Irland, Island, Italien, Lettland, Liechtenstein, Litauen, Luxemburg, den Niederlanden, Norwegen, Österreich, Polen, Portugal, Schweden, Schweiz, Slowenien, Slowakei und Spanien.

### Produkte

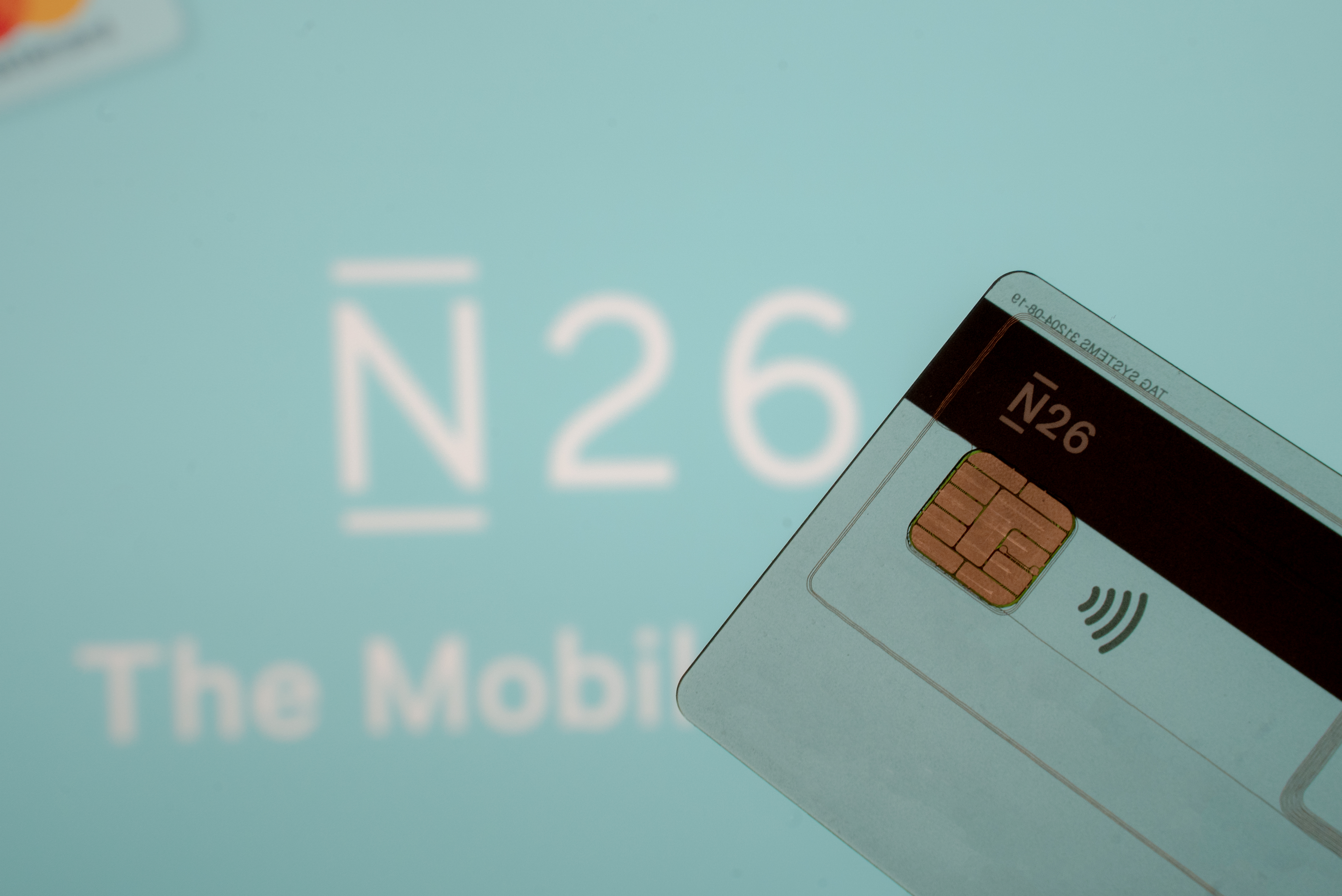
Mastercard Debit von N26 in der Standard-Variante

N26 bietet als Direktbank ein Girokonto an, das sich komplett per App und Desktop-Version eröffnen und verwalten lässt. Die Bank bietet sogenanntes Real-time Banking an: Alle Transaktionen lassen sich innerhalb von Sekunden in der App einsehen und werden dem Kunden per Push-Mitteilung angezeigt.
Die Kunden erhalten zum Konto eine Debit Mastercard. Auf Wunsch können deutsche, österreichische und niederländische Kunden eine reine Maestro-Karte (keine Girocard mit Maestro-Cobranding, wie sie in Deutschland üblich ist) bekommen. Mit N26 Metal wird zudem eine World-Elite-Mastercard aus Metall angeboten, die verschiedene Versicherungsleistungen beinhaltet und im Gegensatz zur normalen Debit-Mastercard kostenlose Geldabhebungen auch in Fremdwährung ermöglicht.
Das Konto wird zunächst auf Guthabenbasis geführt, dem Kunden wird jedoch die Möglichkeit gegeben – abhängig von seiner Bonität – einen individuellen Dispositionskredit bis zu 10.000 € zu beantragen. Per MoneyBeam kann Geld in Echtzeit an andere N26-Kunden überwiesen werden. Überweisungen in Fremdwährungen lassen sich über Wise direkt in der App tätigen.

## Kontroversen

### Untersuchungen durch die BaFin
Am 12. Oktober 2018 wurde bekannt, dass die BaFin das N26 Foto-Identverfahren zur Verifikation bei Kontoeröffnungen prüft. Nach Berichten der Wirtschaftswoche soll das auch mit gefälschten Ausweisdokumenten im Ausland möglich sein und entspreche nicht den Anforderungen des Geldwäschegesetzes. Bereits 2018 warnten die Marktwächter Digitale Welt und Finanzen vor einer Masche mit Identitätsbetrug. Über gefälschte Jobangebote (Jobscamming) oder unter dem Vorwand von Kontotests wurden Verbraucher aufgefordert, sich über eine Konto-Eröffnung bei N26 auszuweisen. Mit den abgefischten Ausweis-Dokumenten wurden Konten eröffnet, die beispielsweise für Fakeshops genutzt wurden.
Am 23. Mai 2019 ordnete die Finanzaufsicht BaFin an, dass die Smartphone-Bank die weitreichend festgestellten Mängel bei den Vorkehrungen gegen Geldwäsche und Terrorismusfinanzierung abzustellen habe. Zudem müsse N26 einige Bestandskunden neu identifizieren und diverse bankinterne Vorgänge verschriftlichen.
Am 16. Juni 2019 stellten einige Genossenschaftsbanken Überweisungen auf Konten von N26 und anderen Direktbanken vorübergehend ein. Begründet wurde diese Maßnahme mit einer Zunahme an betrügerischen Überweisungen auf Konten dieser Direktbanken.
Die BaFin hat am 11. Mai 2021 gegenüber der Bank zur Prävention von Geldwäsche und Terrorismusfinanzierung angeordnet, angemessene interne Sicherungsmaßnahmen zu ergreifen und allgemeine Sorgfaltspflichten einzuhalten. Zur Überwachung der Abarbeitung der Anordnung sowie des Standes der Behebung weiterer festgestellter Mängel wurde ein Sonderbeauftragter der BaFin eingesetzt.
N26 hat wegen Problemen bei der Geldwäsche-Prävention im Juni 2021 eine Strafe von 4,25 Millionen Euro an die Finanzaufsicht BaFin gezahlt. Man habe die verhängte Geldbuße in voller Höhe beglichen. Gleichzeitig räumte das Unternehmen ein, dass es seit 2019 „weniger als 50“ Geldwäsche-Verdachtsmeldungen verspätet eingereicht habe. Alle von der BaFin geforderten Maßnahmen zur Verbesserung von rechtzeitigen Meldungen verdächtiger Aktivitäten würden vollumfänglich umgesetzt.
In einem Brandbrief an die BaFin im Oktober 2021 hat der Präsident des Genossenschaftsverbands Bayern (GVB), Jürgen Gros, erklärt, es sei im Blick auf die Kunden nicht länger hinnehmbar, dass N26 die eigenen Strukturen und Sicherheitsstandards nicht verbessere. Es handele sich bei den Betrugsfällen nicht um Einzelfälle, sondern um ein flächendeckendes systematisches Versagen der Bank. Die Banken seines Verbands hätten seit Beginn 2021 mehr als 400 Betrugsfälle mit Beträgen zum Teil über 100.000 Euro registriert.
Um den 14. April 2022 kündigte N26 zahlreiche Konten fristlos und begründete dies lediglich allgemein mit einem Verweis auf einen Verstoß gegen die allgemeinen Geschäftsbedingungen, im Nachhinein wurde die Maßnahme mit der Bekämpfung von Geldwäsche begründet und zumindest einzelne Kunden wurden dazu aufgefordert, die Herkunft der Gelder auf ihren N26-Konten zu belegen. Erst nach einer Prüfung der Dokumente würde das Geld wieder freigegeben. N26 räumte ein, dass dies bei einer Reihe von Fällen fälschlich erfolgte, aber eine Wiedereröffnung nicht möglich sei.
Nachdem die BaFin festgestellt hatte, dass die Direktbank im Jahr 2022 systematisch Geldwäscheverdachtsmeldungen verspätet abgegeben hat, hat sie gegen die Bank mit rechtskräftigem Bescheid vom 24. April 2024 ein Bußgeld in Höhe von insgesamt 9,2 Millionen Euro festgesetzt.

### Probleme des Kundenservices
Ende März 2019 gab es mehrere Presseberichte zu Problemen beim N26-Kundenservice, insbesondere nach Geldverlusten auf N26-Konten: Ein telefonischer Kundendienst existiere nicht (mehr), elektronische Nachrichten würden nicht oder nur unzureichend beantwortet und der Kundenchat sei nur tagsüber besetzt. Kunden erhielten nach Phishing-Betrug mehrere Wochen keine Unterstützung. In einem Bericht wird ein schriftlicher Dialog zwischen einem Kunden, dem 10.000 Euro von seinem N26-Konto gestohlen wurden, und dem N26-Kundendienst wiedergegeben. Auf die Frage des Kunden, wann er sein verschwundenes Geld zurückerhalten würde, antwortet der Kundendienst von N26: „Gar nicht. Ich kann dir jetzt auch keine weitere Information geben“. Heise online berichtete am 29. März 2019, dass in einem ähnlichen Betrugsfall ein Kunde um 80.000 Euro betrogen worden war und er wohl nur eine Erstattung erhielt, nachdem er sich an die Presse gewandt hatte.
Anfang April 2019 monierten auch Geldhäuser die schlechte Erreichbarkeit von N26 bei kritischen Fällen. Die BaFin forderte die umgehende Abstellung weitreichender Mängel, die bei einer Sonderprüfung festgestellt worden waren.
Um den 15. Dezember 2024 geriet N26 aufgrund zahlreicher Vorwürfe von Kunden in die Kritik, deren Konten plötzlich und ohne nachvollziehbare Begründung gesperrt wurden. Die Bank verwies dabei lediglich auf vermeintliche Verstöße gegen die Allgemeinen Geschäftsbedingungen, ohne konkrete Nachweise oder Erklärungen zu liefern. Zusätzlich bemängelten Kunden den generell als unzureichend beschriebenen Kundenservice von N26, der sowohl schwer erreichbar als auch wenig hilfreich sei, was die Situation für Betroffene erheblich verschärfte. Die Kritik konzentriert sich insbesondere darauf, dass viele der Kontosperrungen als unbegründet angesehen werden und die Kunden teils über Wochen keinen Zugriff auf ihr Guthaben hatten, was erhebliche finanzielle und persönliche Probleme verursachte.

### Bußgeld durch Datenschutzbeauftragte
Weil N26 unbefugt die personenbezogenen Daten ehemaliger Kunden verarbeitete, verhängte die Berliner Datenschutzbeauftragte im Mai 2019 mit 50.000 Euro Bußgeld eine der bislang höchsten Strafen wegen Verstößen gegen die DSGVO.